# Município de Franklin (condado de Fulton, Ohio)
Localização do Ohio nos E.U.A.
O município de Franklin (em inglês: Franklin Township) é um município localizado no condado de Fulton no estado estadounidense de Ohio. No ano de 2010 tinha uma população de 743 habitantes e uma densidade populacional de 9,98 pessoas por km².

## Geografia
O município de Franklin encontra-se localizado nas coordenadas 41° 36′ 39″ N, 84° 18′ 44″ O. Segundo a Departamento do Censo dos Estados Unidos, o município tem uma superfície total de 74.47 km², da qual 74,21 km² correspondem a terra firme e (0,34 %) 0,26 km² é água.

## Demografia
Segundo o censo de 2010, tinha 743 pessoas residindo no município de Franklin. A densidade populacional era de 9,98 hab./km².